# Гбари
Гба́ри (агбари (самоназв.), гвари, гвали, гоали) — народ в Нигерии, проживающий в верховьях рек Кадуна и Гвара, а также в междуречье Кадуна — Оква, составляют основное население Федеральной столичной территории Абуджа. Относятся к негрской расе большой негроидной расы. Их численность составляет около 700 тыс. человек. Гбари делятся на западных и восточных. Говорят они на языке гбари группы нупе-гбари (Nupe–Gbagyi) нупоидной ветви бенуэ-конголезских языков. Также распространены языки нупе и хауса. Гбари — автохтонное население региона и только гбари Абуджи (нгенге) возводят своё происхождение к канури империи Борну. В доколониальный период было создано раннеполитическое образование (эмират) Абуджа.

## Религия
Западные гбари в основном мусульмане-сунниты маликитского мазхаба, остальные сохраняют традиционные верования. Около 20% гбари — христиане.

## Занятия
Основные традиционные занятия гбари — ручное земледелие (просо, сорго, ямс, хлопок) и скотоводство. Распространены гончарное, кузнечное, кожевенное и ткацкие ремёсла. Занимаются торговлей.

## Социальная организация
Основу социальной организации составляют большесемейные общины. В них большую роль играют мужские союзы. Счёт родства — патрилинейный. Брак — вирилокальный.

## Одежда
В качестве одежды гбари используют кусок материи, которой обвязывают бёдра. Также применяют в косметических целях красную охру.

## Пища
Основу питания народов гбари составляет растительная пища (похлёбки, каша, варенье, печёные клубнеплоды с острыми приправами). В ежедневный рацион питания народов гбари также входит молочная и мясная продукция.

## Поселения
Поселения чаще всего кучевые. Хижины народов гбари глинобитные, круглые в плане, с коническими крышами из травы.
У народов гбари распространены культы предков, а также высшего существа Шеко. Ещё с древности присутствует магия, ведовство.
Развиты все основные жанры фольклора.